# Guillaume Le Roy (imprimeur)
Guillaume Le Roy est le premier imprimeur de Lyon. Originaire de Liège, il s'installe à Lyon au début des années 1470, au service de Barthélemy Buyer. 

Il est un parent du peintre Guillaume II Le Roy